# Joan Llimona

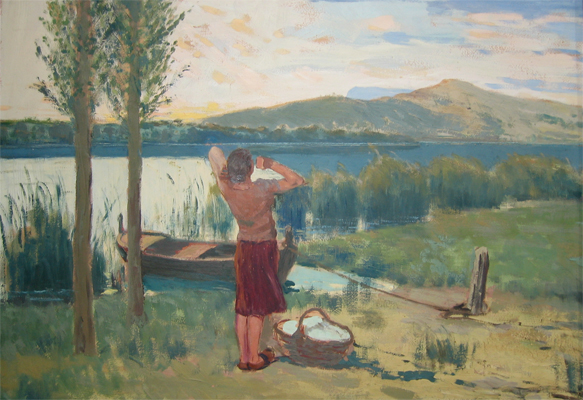
Noia estirant-se (Chica estirándose) (1916).

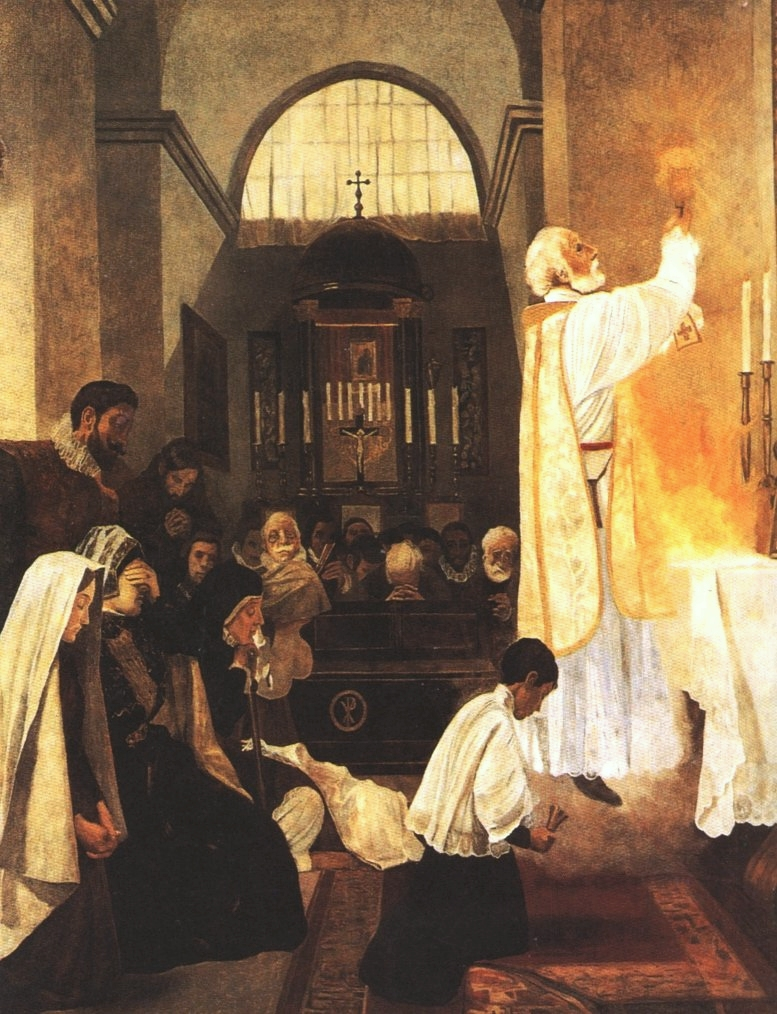
San Felipe Neri en la consagración de la Santa Misa (iglesia de San Felipe Neri). La fisonomía de San Felipe Neri corresponde a Antoni Gaudí.

Joan Llimona i Bruguera (Barcelona, 23 de junio de 1860-Barcelona,  23 de febrero de 1926) fue un pintor español.

## Biografía
Estudió en la Escuela de la Lonja de Barcelona y además cursó casi toda la carrera de arquitectura. Con su hermano el escultor Josep Llimona, vivió en Italia durante cuatro años.
Su gran religiosidad se trasmitió a su obra; a pesar de ser del modernismo se decantó hacia el misticismo, formando un mundo de realismo sentimental. Fue un excelente dibujante.
Se dedicó también a la pintura mural: su trabajo más importante en este terreno fue la decoración de la cúpula del camarín de la Virgen del monasterio de Montserrat, acabado el año 1898. Otros murales son: la cúpula de la iglesia de los Carmelitas en Vich, el crucero de la iglesia de San Felipe Neri de Barcelona en 1902 (donde la fisonomía de San Felipe Neri corresponde a Antoni Gaudí) y el camarín del santuario de Loreto en Bráfim en el año 1923. Fundó con Josep Torras i Bages y con su hermano Josep el Círculo Artístico de San Lucas en 1892.

## Obras destacadas
- Esposa y madre.
- El párroco.
- La hija pródiga.
- ¡Ya volverá!.
- Haciendo punto de media cerca de la ventana.
- Volviendo del campo